# Гаджиев, Ильяс Мамедович
Ильяс Мамедович Гаджиев (14 ноября 1935 года, Орджоникидзе, СССР — 12 сентября 2006 года, Новосибирск, Россия) — советский и российский почвовед, директор Института почвоведения и агрохимии СО РАН (1986—2006), член-корреспондент РАН (1997).

## Биография
Родился 14 ноября 1935 года в Орджоникидзе (сейчас это Владикавказ) Северо-Осетинской Автономной Советской Социалистической Республики.
В 1958 году — окончил агрономический факультет Северо-Осетинского сельскохозяйственного института (1958), затем работал младшим научным сотрудником Института почвоведения и агрохимии Академии наук Азербайджана.
В 1959 году — переехал в Новосибирск, где работал в Биологическом институте Сибирского отделения Академии наук СССР и учился в аспирантуре.
С 1966 по 1968 годы — работал в Монголии старшим почвоведом министерства сельского хозяйства.
В дальнейшем работал в Томском университете, Сибирской геодезической академии, Новосибирском аграрном университете, Институте почвоведения и агрохимии СО АН СССР, являясь его директором с 1986 по 2006 годы.
В 1982 году — защитил докторскую диссертацию.
В 2002 году — присвоено учёное звание профессора.
В 2005 году — избран действительным членом Национальной академии наук Монголии.
Умер 12 сентября 2006 года.

## Научная деятельность
Специалист в области проблем географии и картографии, генезиса и эволюции, рациональной организации почвенного покрова и комплексного его использования.
Занимался вопросами генезиса и эволюции почв Сибири и Монголии, почвенной классификации и картографии, рациональной организации почвенного покрова и комплексного его использования.
Под его руководством была проведена классификация почв и составлена почвенная карта Западной Сибири, вошедшая составной частью в почвенную карту России (1990), была составлена экологическая карта Кемеровской области, не имевшая аналогов в России.
Автор более 200 научных работ, в том числе 18 монографий.
Председатель Новосибирского областного комитета по охране природы, вице-президент Докучаевского общества почвоведов, председатель Новосибирского отделения Географического общества России, председатель специализированного Ученого совета по защите диссертаций.

## Награды
- Государственная премия РСФСР в области науки и техники (в составе группы, за 1991 год) — за научное обоснование и подготовку базы органоминерального природного сырья для сельского хозяйства Западной Сибири
- Заслуженный эколог Российской Федерации (1998)